# Campionati italiani paralimpici assoluti di atletica leggera indoor e invernali di lanci 2023
I campionati italiani paralimpici assoluti di atletica leggera indoor e invernali di lanci 2023 si sono svolti presso il Palaindoor di Ancona, dal 24 al 25 febbraio 2023.
Durante questa edizione dei campionati sono state siglate sedici nuove migliori prestazioni italiane:
- 60 metri T11 maschili indoor: 7"99, Riccardo Dalla Mana
- 60 metri T12 maschili indoor: 7"61, Niccolò Pirosu (eguagliato)
- 60 metri T20 maschili indoor: 7"09, Raffaele Di Maggio
- 60 metri T38 maschili indoor: 8"40, Gianmarco Ballin
- 60 metri T51 maschili indoor: 22"28, Andrea Renzi
- 60 metri T63 maschili indoor: 8"18, Alessandro Ossola
- 60 metri T63 femminili indoor: 9"05, Martina Caironi
- 60 metri T64 femminili indoor: 8"83, Giuliana Chiara Filippi
- 200 metri T11 maschili indoor: 26"62, Alessandro Cannata
- 200 metri T33 maschili indoor: 47"98, Nicolas Zani
- 200 metri T38 maschili indoor: 28"05, Gianmarco Ballin
- 200 metri T45 maschili indoor: 32"29, Renato Adamo
- 200 metri T64 femminili indoor: 30"99, Alina Simion
- 400 metri T11 maschili indoor: 1'00"43, Alessandro Cannata
- 400 metri T13 maschili indoor: 54"91, Francesco Nicoli
- Salto in lungo T64 femminile indoor: 4,25 m, Giuliana Chiara Filippi
- Lancio del disco F44 femminile: Solmaz Bazargan (fuori classifica)

## Risultati gare indoor

### Uomini
| Specialità | Cat.   | Oro                                                        | Prestazione | Argento                                                    | Prestazione            | Bronzo                                           | Prestazione            |
| Corse |        |                                                            |             |                                                            |                        |                                                  |                        |
| 60 m | T11    | Riccardo Dalla Mana Atletica Riviera del Brenta            | 7"99        | Gabriele Pirola Freemoving                                 | 8"66                   | Luca Aronica Freemoving                          | 9"15                   |
| 60 m | T12    | Niccolò Pirosu Gruppo Sportivo Fiamme Azzurre              | 7"61 =      | Pietro Cicero Polisportiva Contesse                        | 7"87                   | Riccardo Chiarizia Atletica L'Aquila             | 8"21                   |
| 60 m | T13    | Saliou Diane Omero Bergamo                                 | 7"70        | Diego Levato Freemoving                                    | 8"35                   | Vincenzo Cascella Barletta Sportiva              | 10"59                  |
| 60 m | T20    | Raffaele Di Maggio Anthropos                               | 7"09        | Mario Alberto Bertolaso Gruppo Sportivo Fiamme Oro         | 7"48                   | Andrea Giordano Nemo Cosenza                     | 8"58                   |
| 60 m | T33    | Nicolas Zani Gruppo Sportivo Sempione 82                   | 15"91       | Medaglie non assegnate                                     | Medaglie non assegnate | Medaglie non assegnate                           | Medaglie non assegnate |
| 60 m | T35    | Andrea Terraneo Gruppo Sportivo Sempione 82                | 10"98       | Medaglie non assegnate                                     | Medaglie non assegnate | Medaglie non assegnate                           | Medaglie non assegnate |
| 60 m | T36    | Roberto Musiu Sardegna Sport                               | 16"84       | Medaglie non assegnate                                     | Medaglie non assegnate | Medaglie non assegnate                           | Medaglie non assegnate |
| 60 m | T37    | Simone Caldarera Polisportiva Contesse                     | 9"18        | Riccardo Campus Sardegna Sport                             | 9"66                   | Fabrizio Minerba Sardegna Sport                  | 10"72                  |
| 60 m | T38    | Gianmarco Ballin Atletica Riviera del Brenta               | 8"40        | Medaglie non assegnate                                     | Medaglie non assegnate | Medaglie non assegnate                           | Medaglie non assegnate |
| 60 m | T44    | Marco Cicchetti Gruppo Sportivo Fiamme Azzurre             | 7"60        | Emanuele Di Marino Gruppo Sportivo Fiamme Azzurre          | 7"87                   | Medaglia non assegnata                           | Medaglia non assegnata |
| 60 m | T46-47 | Marco Guzzonato (T47) Cambiaso Risso for Special           | 8"07        | Michele Paradiso (T47) Barletta Sportiva                   | 9"27                   | Demetrio Battaglia (T46) Polisportiva Aspet      | 9"32                   |
| 60 m | T51    | Andrea Renzi Atletica 2000                                 | 22"28       | Medaglie non assegnate                                     | Medaglie non assegnate | Medaglie non assegnate                           | Medaglie non assegnate |
| 60 m | T53    | Paolo Fasano Handy Sport Ragusa                            | 19"24       | Medaglie non assegnate                                     | Medaglie non assegnate | Medaglie non assegnate                           | Medaglie non assegnate |
| 60 m | T54    | Antonio Milano Olympia Athletic Team                       | 14"78       | Medaglie non assegnate                                     | Medaglie non assegnate | Medaglie non assegnate                           | Medaglie non assegnate |
| 60 m | T62    | Davide Morana Gruppo Sportivo Sempione 82                  | 7"87        | Medaglie non assegnate                                     | Medaglie non assegnate | Medaglie non assegnate                           | Medaglie non assegnate |
| 60 m | T63    | Alessandro Ossola Gruppo Sportivo Fiamme Azzurre           | 8"18        | Marco Pisani Gruppo Sportivo Paralimpico della Difesa      | 11"09                  | Medaglia non assegnata                           | Medaglia non assegnata |
| 60 m | T64    | Maxcell Amo Manu Gruppo Sportivo Fiamme Azzurre            | 6"98        | Francesco Loragno Elite Academy Bari                       | 7"68                   | Fabio Bottazzini Polha Varese                    | 7"75                   |
| 60 m | L2     | Mihai Fiacchi Handy Sport Ragusa                           | 7"50        | Massimo Salvau Sardegna Sport                              | 9"63                   | Medaglia non assegnata                           | Medaglia non assegnata |
| 200 m | T11    | Alessandro Cannata Non Vedenti Milano                      | 26"62       | Riccardo Dalla Mana Atletica Riviera del Brenta            | 27"12                  | Gabriele Pirola Freemoving                       | 29"54                  |
| 200 m | T12    | Pietro Cicero Polisportiva Contesse                        | 26"02       | Riccardo Chiarizia Atletica L'Aquila                       | 26"59                  | Lorenzo Karol Bonanni Atletica L'Aquila          | 28"22                  |
| 200 m | T13    | Saliou Diane Omero Bergamo                                 | 25"94       | Diego Levato Freemoving                                    | 27"54                  | Medaglia non assegnata                           | Medaglia non assegnata |
| 200 m | T20    | Mario Alberto Bertolaso Gruppo Sportivo Fiamme Oro         | 24"14       | Lorenzo Mussio Atletica Grosseto Banca Tema                | 31"06                  | Andrea Giordano Nemo Cosenza                     | 31"75                  |
| 200 m | T33    | Nicolas Zani Gruppo Sportivo Sempione 82                   | 47"98       | Medaglie non assegnate                                     | Medaglie non assegnate | Medaglie non assegnate                           | Medaglie non assegnate |
| 200 m | T35    | Andrea Terraneo Gruppo Sportivo Sempione 82                | 38"43       | Medaglie non assegnate                                     | Medaglie non assegnate | Medaglie non assegnate                           | Medaglie non assegnate |
| 200 m | T37    | Simone Caldarera Polisportiva Contesse                     | 30"76       | Riccardo Campus Sardegna Sport                             | 32"94                  | Fabrizio Minerba Sardegna Sport                  | 36"64                  |
| 200 m | T38    | Gianmarco Ballin Atletica Riviera del Brenta               | 28"05       | Jacopo Lacassia SAF Atletica Piemonte                      | 28"47                  | Medaglia non assegnata                           | Medaglia non assegnata |
| 200 m | T45    | Renato Adamo Polisportva Parco Sport                       | 32"29       | Medaglie non assegnate                                     | Medaglie non assegnate | Medaglie non assegnate                           | Medaglie non assegnate |
| 200 m | T46-47 | Riccardo Bagaini (T47) Gruppo Sportivo Sempione 82         | 23"35       | Giovanni Mazzette (T47) Atletica L'Aquila                  | 26"47                  | Marco Guzzonato (T47) Cambiaso Risso for Special | 27"47                  |
| 200 m | T64    | Francesco Loragno Elite Academy Bari                       | 24"43       | Fabio Bottazzini Polha Varese                              | 24"76                  | Francesco Imperio Nemo Cosenza                   | 26"78                  |
| 200 m | L2     | Mihai Fiacchi Handy Sport Ragusa                           | 25"05       | Massimo Salvau Sardegna Sport                              | 33"54                  | Medaglia non assegnata                           | Medaglia non assegnata |
| 400 m | T11    | Alessandro Cannata Non Vedenti Milano                      | 1'00"43     | Davide Foglio Icaro Onlus                                  | 1'11"28                | Gabriele Pirola Freemoving                       | 1'12"04                |
| 400 m | T12    | Niccolò Pirosu Gruppo Sportivo Fiamme Azzurre              | 58"24       | Paolo Perna Freemoving                                     | 1'07"63                | Medaglia non assegnata                           | Medaglia non assegnata |
| 400 m | T13    | Francesco Nicoli ASD Francesco Francia                     | 54"91       | Medaglie non assegnate                                     | Medaglie non assegnate | Medaglie non assegnate                           | Medaglie non assegnate |
| 400 m | T20    | Salvatore Aversa Polisportiva Aspet                        | 1'04"15     | Lorenzo Mussio Atletica Grosseto Banca Tema                | 1'11"41                | Ruggero Marchetti Atletica 2000                  | 1'14"46                |
| 400 m | T33    | Nicolas Zani Gruppo Sportivo Sempione 82                   | 1'30"56     | Medaglie non assegnate                                     | Medaglie non assegnate | Medaglie non assegnate                           | Medaglie non assegnate |
| 400 m | T37    | Riccardo Campus Sardegna Sport                             | 1'17"20     | Medaglie non assegnate                                     | Medaglie non assegnate | Medaglie non assegnate                           | Medaglie non assegnate |
| 400 m | T38    | Gianmarco Ballin Atletica Riviera del Brenta               | 1'05"22     | Medaglie non assegnate                                     | Medaglie non assegnate | Medaglie non assegnate                           | Medaglie non assegnate |
| 400 m | T45    | Renato Adamo Polisportiva Parco Sport                      | 1'12"33     | Medaglie non assegnate                                     | Medaglie non assegnate | Medaglie non assegnate                           | Medaglie non assegnate |
| 400 m | T46-47 | Riccardo Bagaini (T47) Gruppo Sportivo Sempione 82         | 52"52       | Mircea Iuras (T47) Olympia Athletic Team                   | 1'26"69                | Medaglia non assegnata                           | Medaglia non assegnata |
| 400 m | T64    | Pierluigi Maggio Polisportiva Agatocle                     | 1'08"73     | Medaglie non assegnate                                     | Medaglie non assegnate | Medaglie non assegnate                           | Medaglie non assegnate |
| 400 m | L2     | Mihai Fiacchi Handy Sport Ragusa                           | 57"27       | Medaglie non assegnate                                     | Medaglie non assegnate | Medaglie non assegnate                           | Medaglie non assegnate |
| 800 m | T11    | Davide Foglio Icaro Onlus                                  | 2'54"87     | Medaglie non assegnate                                     | Medaglie non assegnate | Medaglie non assegnate                           | Medaglie non assegnate |
| 800 m | T12    | Paolo Perna Freemoving                                     | 2'39"78     | Cristiano Carnevale Veneto Special Sport                   | 2'39"95                | Medaglia non assegnata                           | Medaglia non assegnata |
| 800 m | T20    | Orazio Maria Asta ASD Francesco Francia                    | 2'17"20     | Giuseppe Renis Atletica Grosseto Banca Tema                | 2'34"34                | Marco Maselli Elite Academy Bari                 | 2'38"03                |
| 800 m | T35    | Mohamed Si Moummou Icaro Onlus                             | 3'01"85     | Medaglie non assegnate                                     | Medaglie non assegnate | Medaglie non assegnate                           | Medaglie non assegnate |
| 800 m | T37    | Fabrizio Minerba Sardegna Sport                            | 3'14"46     | Medaglie non assegnate                                     | Medaglie non assegnate | Medaglie non assegnate                           | Medaglie non assegnate |
| 800 m | T38    | Andrea Verzelletti Icaro Onlus                             | 2'29"70     | Enzo Buffoli Icaro Sport                                   | 3'48"27                | Medaglia non assegnata                           | Medaglia non assegnata |
| 800 m | T46    | Michele Ricciardi Gruppo Sportivo Paralimpico della Difesa | 2'31"65     | Medaglie non assegnate                                     | Medaglie non assegnate | Medaglie non assegnate                           | Medaglie non assegnate |
| 800 m | T54    | Antonio Milano Olympia Athletic Team                       | 2'57"12     | Medaglie non assegnate                                     | Medaglie non assegnate | Medaglie non assegnate                           | Medaglie non assegnate |
| 800 m | T64    | Pierluigi Maggio Polisportiva Agatocle                     | 2'40"12     | Medaglie non assegnate                                     | Medaglie non assegnate | Medaglie non assegnate                           | Medaglie non assegnate |
| 1500 m | T12    | Antonio dei Nobili Real Eyes Sport                         | 5'07"73     | Giovanni Pili D'Ottavio Olympia Athletic Team              | 5'09"55                | Cristiano Carnevale Veneto Special Sport         | 5'18"70                |
| 1500 m | T13    | Vincenzo Cascella Barletta Sportiva                        | 5'51"36     | Medaglie non assegnate                                     | Medaglie non assegnate | Medaglie non assegnate                           | Medaglie non assegnate |
| 1500 m | T20    | Ndiaga Dieng Gruppo Sportivo Paralimpico della Difesa      | 4'18"20     | Orazio Maria Asta ASD Francesco Francia                    | 4'38"63                | Marco Maselli Elite Academy Bari                 | 5'15"66                |
| 1500 m | T35    | Mohamed Si Moummou Icaro Onlus                             | 5'36"42     | Medaglie non assegnate                                     | Medaglie non assegnate | Medaglie non assegnate                           | Medaglie non assegnate |
| 1500 m | T38    | Andrea Verzelletti Icaro Onlus                             | 5'10"23     | Medaglie non assegnate                                     | Medaglie non assegnate | Medaglie non assegnate                           | Medaglie non assegnate |
| 1500 m | T46-47 | Michele Pasquazzo Atletica Valle di Cembra                 | 4'57"68     | Michele Ricciardi Gruppo Sportivo Paralimpico della Difesa | 4'57"87                | Nicola Rocca Olympia Athletic Team               | 5'25"65                |
| Concorsi |        |                                                            |             |                                                            |                        |                                                  |                        |
| Salto in lungo | T11-12 | Riccardo Dalla Mana (T11) Atletica Riviera del Brenta      | 4,70 m      | Pietro Cicero (T12) Polisportiva Contesse                  | 4,69 m                 | Daniele Cammarota (T12) Real Eyes Sport          | 3,33 m                 |
| Salto in lungo | T20    | Salvatore Bianca Anthropos                                 | 5,62 m      | Lorenzo Mussio Atletica Grosseto Banca Tema                | 4,54 m                 | Medaglia non assegnata                           | Medaglia non assegnata |
| Salto in lungo | T37    | Simone Caldarera Polisportiva Contesse                     | 3,68 m      | Medaglie non assegnate                                     | Medaglie non assegnate | Medaglie non assegnate                           | Medaglie non assegnate |
| Salto in lungo | T44    | Marco Cicchetti Gruppo Sportivo Fiamme Azzurre             | 6,72 m      | Medaglie non assegnate                                     | Medaglie non assegnate | Medaglie non assegnate                           | Medaglie non assegnate |
| Salto in lungo | T46    | Kasper Filsoe Gruppo Sportivo Sempione 82                  | 5,13 m      | Medaglie non assegnate                                     | Medaglie non assegnate | Medaglie non assegnate                           | Medaglie non assegnate |
| record mondiale; record mondiale stagionale; record europeo; record europeo stagionale; record dei campionati; record nazionale; record personale; record personale stagionale. |        |                                                            |             |                                                            |                        |                                                  |                        |

### Donne
| Specialità | Cat.   | Oro                                                             | Prestazione | Argento                                                  | Prestazione            | Bronzo                                               | Prestazione            |
| Corse |        |                                                                 |             |                                                          |                        |                                                      |                        |
| 60 m | T11    | Arjola Dedaj Non Vedenti Milano                                 | 8"51        | Benedetta Lincetto Atletica Riviera del Brenta           | 10"52                  | Rossana Zambon Atletica Riviera del Brenta           | 11"57                  |
| 60 m | T12    | Giorgia Fascetta Freemoving                                     | 8"66        | Alessia D'Ambrosio Gruppo Sportivo Fiamme Azzurre        | 9"22                   | Chiara Verzolla Freemoving                           | 12"56                  |
| 60 m | T13    | Valentina Petrillo Omero Bergamo                                | 8"36        | Zoe Madu Gruppo Sportivo Fiamme Azzurre                  | 11"41                  | Medaglia non assegnata                               | Medaglia non assegnata |
| 60 m | T20    | Viola Miclini CUS Brescia                                       | 11"46       | Medaglie non assegnate                                   | Medaglie non assegnate | Medaglie non assegnate                               | Medaglie non assegnate |
| 60 m | T33    | Maria Criscione Handy Sport Ragusa                              | 31"34       | Medaglie non assegnate                                   | Medaglie non assegnate | Medaglie non assegnate                               | Medaglie non assegnate |
| 60 m | T35    | Diana Moraru Atletica Grosseto Banca Tema                       | 13"70       | Medaglie non assegnate                                   | Medaglie non assegnate | Medaglie non assegnate                               | Medaglie non assegnate |
| 60 m | T37    | Francesca Cipelli Veneto Special Sport                          | 9"97        | Medaglie non assegnate                                   | Medaglie non assegnate | Medaglie non assegnate                               | Medaglie non assegnate |
| 60 m | T38    | Maria Concetta Maganuco Gela Sport                              | 13"20       | Marina Parisio Icaro Onlus                               | 13"32                  | Medaglia non assegnata                               | Medaglia non assegnata |
| 60 m | T47    | Alessia Friscia Polisportiva Agatocle                           | 8"47        | Medaglie non assegnate                                   | Medaglie non assegnate | Medaglie non assegnate                               | Medaglie non assegnate |
| 60 m | T53    | Francesca Cavalieri Handy Sport Ragusa                          | 24"96       | Medaglie non assegnate                                   | Medaglie non assegnate | Medaglie non assegnate                               | Medaglie non assegnate |
| 60 m | T54    | Maria Battaglia Handy Sport Ragusa                              | 22"46       | Medaglie non assegnate                                   | Medaglie non assegnate | Medaglie non assegnate                               | Medaglie non assegnate |
| 60 m | T63    | Martina Caironi Gruppo Sportivo Paralimpico Fiamme Gialle       | 9"05        | Ambra Sabatini Gruppo Sportivo Paralimpico Fiamme Gialle | 9"17                   | Monica Contrafatto Gruppo Sportivo Sempione 82       | 9"61                   |
| 60 m | T64    | Giuliana Chiara Filippi Atletica Rotaliana                      | 8"83        | Medaglie non assegnate                                   | Medaglie non assegnate | Medaglie non assegnate                               | Medaglie non assegnate |
| 60 m | L2     | Eva Aspes Freemoving                                            | 10"48       | Medaglie non assegnate                                   | Medaglie non assegnate | Medaglie non assegnate                               | Medaglie non assegnate |
| 200 m | T11    | Mei Yan Qiu Veneto Special Sport                                | 38"40       | Benedetta Lincetto Atletica Riviera del Brenta           | 41"49                  | Rossana Zambon Atletica Riviera del Brenta           | 42"25                  |
| 200 m | T12    | Giorgia Fascetta Freemoving                                     | 29"17       | Anna Maria Mencoboni Anthropos                           | 33"91                  | Chiara Verzolla Freemoving                           | 47"07                  |
| 200 m | T13    | Valentina Petrillo Omero Bergamo                                | 27"02       | Medaglie non assegnate                                   | Medaglie non assegnate | Medaglie non assegnate                               | Medaglie non assegnate |
| 200 m | T35    | Cristina Caironi Omero Bergamo                                  | 51"75       | Medaglie non assegnate                                   | Medaglie non assegnate | Medaglie non assegnate                               | Medaglie non assegnate |
| 200 m | T38    | Marina Parisio Icaro Onlus                                      | 52"81       | Medaglie non assegnate                                   | Medaglie non assegnate | Medaglie non assegnate                               | Medaglie non assegnate |
| 200 m | T47    | Alessia Friscia Polisportiva Agatocle                           | 28"96       | Medaglie non assegnate                                   | Medaglie non assegnate | Medaglie non assegnate                               | Medaglie non assegnate |
| 200 m | T64    | Alina Simion Polha Varese                                       | 30"99       | Giuliana Chiara Filippi Atletica Rotaliana               | 31"17                  | Medaglia non assegnata                               | Medaglia non assegnata |
| 200 m | L2     | Eva Aspes Freemoving                                            | 46"54       | Medaglie non assegnate                                   | Medaglie non assegnate | Medaglie non assegnate                               | Medaglie non assegnate |
| 400 m | T13    | Valentina Petrillo Omero Bergamo                                | 1'03"34     | Medaglie non assegnate                                   | Medaglie non assegnate | Medaglie non assegnate                               | Medaglie non assegnate |
| 800 m | T11    | Agnese Zandoli Atletica ASI Roma                                | 3'35"36     | Medaglie non assegnate                                   | Medaglie non assegnate | Medaglie non assegnate                               | Medaglie non assegnate |
| 800 m | T35    | Cristina Caironi Omero Bergamo                                  | 3'59"63     | Medaglie non assegnate                                   | Medaglie non assegnate | Medaglie non assegnate                               | Medaglie non assegnate |
| 1500 m | T11    | Agnese Zandoli Atletica ASI Roma                                | 7'21"97     | Medaglie non assegnate                                   | Medaglie non assegnate | Medaglie non assegnate                               | Medaglie non assegnate |
| Concorsi |        |                                                                 |             |                                                          |                        |                                                      |                        |
| Salto in alto | T12    | Anna Maria Mencoboni Anthropos                                  | 1,13 m      | Medaglie non assegnate                                   | Medaglie non assegnate | Medaglie non assegnate                               | Medaglie non assegnate |
| Salto in lungo | T11-12 | Arjola Dedaj (T11) Non Vedenti Milano                           | 4,49 m      | Anna Maria Mencoboni (T12) Anthropos                     | 3,80 m                 | Benedetta Lincetto (T11) Atletica Riviera del Brenta | 2,69 m                 |
| Salto in lungo | T37    | Francesca Cipelli Veneto Special Sport                          | 3,74 m      | Medaglie non assegnate                                   | Medaglie non assegnate | Medaglie non assegnate                               | Medaglie non assegnate |
| Salto in lungo | T63-64 | Martina Caironi (T63) Gruppo Sportivo Paralimpico Fiamme Gialle | 5,09 m      | Giuliana Chiara Filippi (T64) Atletica Rotaliana         | 4,25 m                 | Medaglia non assegnata                               | Medaglia non assegnata |
| record mondiale; record mondiale stagionale; record europeo; record europeo stagionale; record dei campionati; record nazionale; record personale; record personale stagionale. |        |                                                                 |             |                                                          |                        |                                                      |                        |

## Risultati gare invernali di lanci

### Uomini
| Specialità | Cat.      | Oro                                                               | Prestazione | Argento                                                         | Prestazione            | Bronzo                                                          | Prestazione            |
| Getto del peso | F11-12-13 | Fausto Morlacco (F13) Anthropos                                   | 11,10 m     | Emanuele Pangher (F13) Polisportiva Aspet                       | 10,33 m                | Matteo Chiarlone (F12) CUS Brescia                              | 7,81 m                 |
| Getto del peso | F20       | Luigi Casadei Anthropos                                           | 10"09       | Angelo Pellegrini Icaro Onlus                                   | 6,88 m                 | Stefano Morandi Gruppo Sportivo Sempione 82                     | 5,80 m                 |
| Getto del peso | F32-33    | Giuseppe Campoccio (F33) Gruppo Sportivo Paralimpico della Difesa | 10,70 m     | Antonino Puglisi (F32) Handy Sport Ragusa                       | 5,10 m                 | Stefano Bertola (F32) Gruppo Sportivo Sempione 82               | 4,30 m                 |
| Getto del peso | F34       | Carlo Calcagni Gruppo Sportivo Paralimpico della Difesa           | 7,34 m      | Giovanni Loiacono Anthropos                                     | 4,82 m                 | Jonatha Riderelli Anthropos                                     | 4,71 m                 |
| Getto del peso | F35-36    | Nicky Russo (F35) Atletica Virtus Lucca                           | 12,55 m     | Fabio Staffolani (F36) Santo Stefano Sport                      | 6,52 m                 | Roberto Musiu (F36) Sardegna Sport                              | 3,81 m                 |
| Getto del peso | F37       | Simone Giovarruscio Athletic Terni                                | 9,34 m      | Giancarlo Fiore Handy Sport Ragusa                              | 7,62 m                 | Cristian Bonaccina Handy Sport Ragusa                           | 6,82 m                 |
| Getto del peso | F46       | Giovanni Deva Handy Sport Ragusa                                  | 7,03 m      | Mircea Iuras Olympia Athletic Team                              | 6,89 m                 | Giuseppe Mannino Polisportiva Parco Sport                       | 6,13 m                 |
| Getto del peso | F53-55    | Gabriele Fella (F55) Anthropos                                    | 7,56 m      | Graziano Romano (F55) Atletica Virtus Lucca                     | 7,00 m                 | Giuseppe Mazzolani (F55) Santo Stefano Sport                    | 6,99 m                 |
| Getto del peso | F56-57    | Pietro Suma (F57) Gruppo Sportivo Paralimpico della Difesa        | 8,62 m      | Vincenzo Contemi (F56) Gruppo Sportivo Paralimpico della Difesa | 7,21 m                 | Moreno Marchetti (F57) Gruppo Sportivo Paralimpico della Difesa | 7,61 m                 |
| Getto del peso | F64       | Lorenzo Tonetto Società Sportiva Trionfo Ligure                   | 11,70 m     | Medaglie non assegnate                                          | Medaglie non assegnate | Medaglie non assegnate                                          | Medaglie non assegnate |
| Getto del peso | L2        | Mihai Fiacchi Handy Sport Ragusa                                  | 9,58 m      | Medaglie non assegnate                                          | Medaglie non assegnate | Medaglie non assegnate                                          | Medaglie non assegnate |
| Lancio del disco | F11-13    | Emanuele Pangher (F13) Polisportiva Aspet                         | 37,83 m     | Fausto Morlacco (F13) Anthropos                                 | 34,57 m                | Roberto Tognin (F11) Veneto Special Sport                       | 16,11 m                |
| Lancio del disco | F32-33    | Giuseppe Campoccio (F33) Gruppo Sportivo Paralimpico della Difesa | 23,67 m     | Michele Greco (F32) Keep Fit                                    | 9,37 m                 | Antonio Puglisi (F32) Handy Sport Ragusa                        | 8,90 m                 |
| Lancio del disco | F34       | Carlo Calcagni Gruppo Sportivo Paralimpico della Difesa           | 20,83 m     | Giovanni Loiacono Anthropos                                     | 12,69 m                | Jonatha Riderelli Anthropos                                     | 12,51 m                |
| Lancio del disco | F35-36    | Nicky Russo (F35) Atletica Virtus Lucca                           | 26,30 m     | Fabio Staffolani (F36) Santo Stefano Sport                      | 17,85 m                | Roberto Musiu (F36) Sardegna Sport                              | 9,79 m                 |
| Lancio del disco | F37       | Simone Giovarruscio Athletic Terni                                | 32,33 m     | Giancarlo Fiore Handy Sport Ragusa                              | 26,04 m                | Nunzio Susino Gela Sport                                        | 19,75 m                |
| Lancio del disco | F42-63-64 | Lorenzo Tonetto (F64) Società Sportiva Trionfo Ligure             | 45,72 m     | Denny Gomiero (F42) Veneto Special Sport                        | 8,28 m                 | Medaglia non assegnata                                          | Medaglia non assegnata |
| Lancio del disco | F46       | Giuseppe Mannino Polisportiva Parco Sport                         | 21,79 m     | Giovanni Deva Handy Sport Ragusa                                | 17,89 m                | Medaglia non assegnata                                          | Medaglia non assegnata |
| Lancio del disco | F53-54-56 | Alessandro Straser (F54) ASD Francesco Francia                    | 19,94 m     | Vincenzo Contemi (F56) Gruppo Sportivo Paralimpico della Difesa | 16,27 m                | Biagio Valenti (F54) Polisportiva Aspet                         | 9,72 m                 |
| Lancio del disco | F55       | Giuseppe Mazzolani Santo Stefano Sport                            | 18,57 m     | Graziano Romano Atletica Virtus Lucca                           | 16,25 m                | Nicola Tortora Gruppo Sportivo Sempione 82                      | 15,00 m                |
| Lancio del disco | F57       | Piero Suma Gruppo Sportivo Paralimpico della Difesa               | 23,62 m     | Moreno Marchetti Gruppo Sportivo Paralimpico della Difesa       | 18,40 m                | Salvatore Nitto Polisportiva Aspet                              | 18,32 m                |
| Lancio del disco | L2        | Mihai Fiacchi Handy Sport Ragusa                                  | 30,72 m     | Massimo Salvau Sardegna Sport                                   | 16,53 m                | Medaglia non assegnata                                          | Medaglia non assegnata |
| Lancio del giavellotto | F11-12-13 | Fausto Morlacco (F13) Anthropos                                   | 28,79 m     | Roberto Tognin (F11) Veneto Special Sport                       | 18,83 m                | Matteo Chiarlone (F12) CUS Brescia                              | 19,40 m                |
| Lancio del giavellotto | F20       | Luigi Casadei Anthropos                                           | 51,88 m     | Stefano Morandi Gruppo Sportivo Sempione 82                     | 16,91 m                | Medaglia non assegnata                                          | Medaglia non assegnata |
| Lancio del giavellotto | F33-34    | Giuseppe Campoccio (F33) Gruppo Sportivo Paralimpico della Difesa | 22,85 m     | Carlo Calcagni (F34) Gruppo Sportivo Paralimpico della Difesa   | 16,60 m                | Jonatha Riderelli (F34) Anthropos                               | 10,43 m                |
| Lancio del giavellotto | F37       | Giancarlo Fiore Handy Sport Ragusa                                | 20,85 m     | Simone Giovarruscio Athletic Terni                              | 20,11 m                | Mario Ratti Polisportiva Contesse                               | 14,02 m                |
| Lancio del giavellotto | F42-63-64 | Jurij Meile (F63) Handy Sport Ragusa                              |             | Denny Gomiero (F42) Veneto Special Sport                        | 13,52 m                | Medaglia non assegnata                                          | Medaglia non assegnata |
| Lancio del giavellotto | F46       | Giovanni Mazzette Atletica L'Aquila                               | 22,43 m     | Giuseppe Mannino Polisportiva Parco Sport                       | 18,27 m                | Giovanni Deva Handy Sport Ragusa                                | 15,76 m                |
| Lancio del giavellotto | F53-54-56 | Alessandro Straser (F54) ASD Francesco Francia                    | 17,69 m     | Vincenzo Contemi (F56) Gruppo Sportivo Paralimpico della Difesa | 16,78 m                | Paolo Fasano (F53) Handy Sport Ragusa                           | 7,12 m                 |
| Lancio del giavellotto | F55       | Gabriele Fella Anthropos                                          | 19,49 m     | Graziano Romano Atletica Virtus Lucca                           | 17,10 m                | Francesco Boccadifuoco Polisportiva Aspet                       | 12,17 m                |
| Lancio del giavellotto | F57       | Moreno Marchetti Gruppo Sportivo Paralimpico della Difesa         | 17,58 m     | Piero Suma Gruppo Sportivo Paralimpico della Difesa             | 16,88 m                | Salvatore Nitto Polisportiva Aspet                              | 13,49 m                |
| Lancio del giavellotto | L2        | Mihai Fiacchi Handy Sport Ragusa                                  | 33,59 m     | Medaglie non assegnate                                          | Medaglie non assegnate | Medaglie non assegnate                                          | Medaglie non assegnate |
| Lancio della clava | F32       | Michele Greco Keep Fit                                            | 13,94 m     | Antonio Puglisi Handy Sport Ragusa                              | 13,50 m                | Stefano Bertola Gruppo Sportivo Sempione 82                     | 10,68 m                |
| record mondiale; record mondiale stagionale; record europeo; record europeo stagionale; record dei campionati; record nazionale; record personale; record personale stagionale. |           |                                                                   |             |                                                                 |                        |                                                                 |                        |

### Donne
| Specialità | Cat.      | Oro                                      | Prestazione | Argento                                             | Prestazione            | Bronzo                                       | Prestazione            |
| Getto del peso | F32-34    | Giuseppa Nicoletti (F34) Gela Sport      | 3,65 m      | Maria Criscione (F34) Handy Sport Ragusa            | 2,78 m                 | Carmela Marino (F32) Handy Sport Ragusa      | 1,57 m                 |
| Getto del peso | F35-37-38 | Sonia D'Addabbo (F37) Keep Fit           | 6,50 m      | Elena Mossi (F38) Icaro Onlus                       | 4,99 m                 | Maria Concetta Maganuco (F38) Gela Sport     | 4,37 m                 |
| Getto del peso | F54-57    | Maria Battaglia (F57) Handy Sport Ragusa | 3,54 m      | Aurora Noè (F54) Handy Sport Ragusa                 | 3,54 m                 | Francesca Cavalieri (F54) Handy Sport Ragusa | 3,02 m                 |
| Getto del peso | F55       | Carmen Acunto Handy Sport Ragusa         | 4,82 m      | Valeria Meli Gela Sport                             | 4,06 m                 | Maria Luisa Carnevale Gela Sport             | 3,90 m                 |
| Lancio del disco | F13       | Zoe Madu Gruppo Sportivo Fiamme Azzurre  | 18,59 m     | Medaglie non assegnate                              | Medaglie non assegnate | Medaglie non assegnate                       | Medaglie non assegnate |
| Lancio del disco | F32-34    | Carmela Marino (F32) Handy Sport Ragusa  | 5,26 m      | Maria Criscione (F34) Handy Sport Ragusa            | 6,76 m                 | Giuseppa Nicoletti (F34) Gela Sport          | 6,41 m                 |
| Lancio del disco | F35-37-38 | Sonia D'Addabbo (F37) Keep Fit           | 15,78 m     | Maria Concetta Maganuco (F38) Gela Sport            | 10,79 m                | Agnieszka Ciesla (F37) Santo Stefano Sport   | 12,16 m                |
| Lancio del disco | F54-57    | Aurora Noè (F54) Handy Sport Ragusa      | 8,24 m      | Francesca Cavalieri (F54) Handy Sport Ragusa        | 6,65 m                 | Maria Battaglia (F57) Handy Sport Ragusa     | 7,93 m                 |
| Lancio del disco | F55       | Carmen Acunto Handy Sport Ragusa         | 13,85 m     | Maria Luisa Carnevale Gela Sport                    | 8,69 m                 | Valeria Meli Gela Sport                      | 8,50 m                 |
| Lancio del giavellotto | F34       | Maria Criscione Handy Sport Ragusa       | 6,15 m      | Giuseppa Nicoletti Gela Sport                       | 4,56 m                 | Medaglia non assegnata                       |                        |
| Lancio del giavellotto | F35-37    | Sonia D'Addabbo (F37) Keep Fit           | 12,21 m     | Agnieszka Ciesla (F37) Santo Stefano Sport          | 9,60 m                 | Anna Pia Di Stefano (F35) Keep Fit           | 6,74 m                 |
| Lancio del giavellotto | F54-57    | Aurora Noè (F54) Handy Sport Ragusa      | 6,99 m      | Francesca Cavalieri (F54) Handy Sport Ragusa        | 5,84 m                 | Maria Battaglia (F57) Handy Sport Ragusa     | 7,02 m                 |
| Lancio del giavellotto | F55       | Carmen Acunto Handy Sport Ragusa         | 10,85 m     | Valeria Meli Gela Sport                             | 6,86 m                 | Maria Luisa Carnevale Gela Sport             | 6,49 m                 |
| Lancio della clava | F31-32    | Carmela Marino (F32) Handy Sport Ragusa  | 10,45 m     | Nunzia Pia De Francesco (F31) Olympia Athletic Team | 1,47 m                 | Medaglia non assegnata                       | Medaglia non assegnata |
| record mondiale; record mondiale stagionale; record europeo; record europeo stagionale; record dei campionati; record nazionale; record personale; record personale stagionale. |           |                                          |             |                                                     |                        |                                              |                        |